# The Phantom
The Phantom är en kanadensisk miniserie i två delar från 2009 i regi av Paolo Barzman.

## Handling
Chris Moore söker spänning på stadens hustak och hans stora intresse är parkour. En organisation som hållit sig hemlig, söker upp honom och ger honom bevis på att han är son till Fantomen. En ny värld uppenbarar sig då för Chris, en värld bestående av exotiska öar, grottor och ett väldigt stort arv att föra vidare.

## Om serien
Serien är baserad på filmen Fantomen från 1996,[källa behövs] som i sin tur är baserad på Lee Falks klassiska superhjälte Fantomen.

## Rollista i urval
- Ryan Carnes - Chris Moore
- Sandrine Holt - Guran
- Cameron Goodman - Renny Davidson
- Jean Marchand - Abel Vandermaark
- Cas Anvar - Raatib Singh
- Ron Lea - Sgt. Sean Davidson
- Sedina Balde - Jacquot
- Isabella Rossellini - Dr. Bella Lithia
- Ivan Smith - Dr. Deepak Baboor
- Luis Oliva - Dr. Jason Kim